# Gymnastiek op de Olympische Zomerspelen 2004
Gymnastiek is een van de sporten die beoefend werden tijdens de Olympische Zomerspelen 2004 in Athene. Er waren drie disciplines: turnen, ritmische sportgymnastiek en trampolinespringen.
De gymnastiekwedstrijden vonden plaats van 14 augustus tot 23 augustus.

## Turnen

### Heren

#### Individuele meerkamp
| Goud           | Zilver           | Brons               |
| -------------- | ---------------- | ------------------- |
| Paul Hamm, USA | Dae Eun Kim, KOR | Tae Young Yang, KOR |

Eindklassement:
1. Paul Hamm (USA): 57,823
2. Dae Eun Kim (KOR): 57,811
3. Tae Young Yang (KOR): 57,774
4. Silviu Suciu Ioan (ROM): 57,648
5. Rafael Martínez (ESP): 57,549
6. Hiroyuki Tomita (JPN): 57,485
7. Yang Wei (CHN): 57,361
8. Marian Dragulescu (ROM): 57,323
9. Brett McClure (USA): 57,248
10. Roman Zozoelia (UKR): 56,999
11. Isao Yoneda (JPN): 56,899
12. Georgi Grebenkov (RUS): 56,823
13. Alexei Bondarenko (RUS): 56,8
14. Yernar Yerimbetov (KAZ): 56,398
15. Luis Vargas (PUR): 56,135
16. Roeslan Myezyentsev (UKR): 56,06
17. Benoit Caranobe (FRA): 55,973
18. Igors Vihrovs (LAT): 55,873
19. Pavel Gofman (ISR): 55,686
20. Eric López (CUB): 55,449
21. Sergei Pfeifer (GER): 55,385
22. Ilia Giorgadze (GEO): 55,272
23. Fabian Hambüchen (GER): 54,823
24. Andreas Schweizer (SUI): 54,612

#### Vloer
| Goud:                 | Zilver:                     | Brons:                     |
| Kyle Shewfelt, Canada | Marian Dragulescu, Roemenië | Jordan Jovtchev, Bulgarije |

| Plaats | Naam              | Land             | Punten |
| 1.     | Kyle Shewfelt     | Canada           | 9787   |
| 2.     | Marian Dragulescu | Roemenië         | 9787   |
| 3.     | Jordan Jovtchev   | Bulgarije        | 9775   |
| 4.     | Gervasio Deferr   | Spanje           | 9712   |
| 5.     | Paul Hamm         | Verenigde Staten | 9712   |
| 6.     | Daisuke Nakano    | Japan            | 9712   |
| 7.     | Isao Yoneda       | Japan            | 9662   |
| 8.     | Morgan Hamm       | Verenigde Staten | 9650   |

#### Rekstok
| Goud                 | Zilver                      | Brons              |
| -------------------- | --------------------------- | ------------------ |
| Igor Cassina, Italië | Paul Hamm, Verenigde Staten | Isao Yoneda, Japan |

| Plaats | Naam              | Land             | Punten |
| 1.     | Igor Cassina      | Italië           | 9812   |
| 2.     | Paul Hamm         | Verenigde Staten | 9812   |
| 3.     | Isao Yoneda       | Japan            | 9787   |
| 4.     | Morgan Hamm       | Verenigde Staten | 9787   |
| 5.     | Aleksej Nemov     | Rusland          | 9762   |
| 6.     | Xiao Qin          | China            | 9737   |
| 7.     | Fabian Hambüchen  | Duitsland        | 9700   |
| 8.     | Valeri Gontsjarov | Oekraïne         | 8887   |
| 9.     | Daisuke Nakano    | Japan            | 8750   |
| 10.    | Yang Tae Young    | Zuid-Korea       | 8675   |

#### Brug
| Goud                        | Zilver                 | Brons              |
| --------------------------- | ---------------------- | ------------------ |
| Valeri Gontsjarov, Oekraïne | Hiroyuki Tomita, Japan | Li Xiaopeng, China |

| Plaats | Naam              | Land             | Punten |
| 1.     | Valeri Gontsjarov | Oekraïne         | 9787   |
| 2.     | Hiroyki Tomita    | Japan            | 9775   |
| 3.     | Li Xiaopeng       | China            | 9762   |
| 4.     | Ivan Ivankov      | Wit-Rusland      | 9762   |
| 5.     | Daisuke Nakano    | Japan            | 9762   |
| 6.     | Yann Cucherat     | Frankrijk        | 9762   |
| 7.     | Paul Hamm         | Verenigde Staten | 9737   |
| 8.     | Yernar Yerimbetov | Kazachstan       | 9737   |

#### Paard voltige
| Goud               | Zilver                  | Brons                   |
| ------------------ | ----------------------- | ----------------------- |
| Teng Haibin, China | Marius Urzică, Roemenië | Takehiro Kashima, Japan |

| Plaats | Naam                | Land             | Punten |
| 1.     | Haibin Teng         | China            | 9837   |
| 2.     | Marius Urzică       | Roemenië         | 9825   |
| 3.     | Takehiro Kashima    | Japan            | 9787   |
| 4.     | Huang Xu            | China            | 9775   |
| 5.     | Victor Cano         | Spanje           | 9762   |
| 6.     | Paul Hamm           | Verenigde Staten | 9737   |
| 7.     | Runar Alexandersson | IJsland          | 9725   |
| 8.     | Hiroyki Tomita      | Japan            | 9062   |

#### Ringen
| Goud                              | Zilver                    | Brons               |
| --------------------------------- | ------------------------- | ------------------- |
| Dimosthenis Tampakos, Griekenland | Joran Jovtchev, Bulgarije | Yuri Chechi, Italië |

| Plaats | Naam                 | Land        | Punten |
| 1.     | Dimosthenis Tampakos | Griekenland | 9862   |
| 2.     | Joran Jovtchev       | Bulgarije   | 9850   |
| 3.     | Yuri Chechi          | Italië      | 9812   |
| 4.     | Hiroyuki Tomita      | Japan       | 9800   |
| 5.     | Matteo Morandi       | Italië      | 9800   |
| 6.     | Pierre Yves Beny     | Frankrijk   | 9800   |
| 7.     | Aleksandr Safosjkin  | Rusland     | 9750   |
| 8.     | Andreas Schweizer    | Zwitserland | 9737   |

#### Sprong
| Goud                    | Zilver                     | Brons                       |
| ----------------------- | -------------------------- | --------------------------- |
| Gervasio Deferr, Spanje | Evgeni Sapronenko, Letland | Marian Dragulescu, Roemenië |

| Plaats | Naam              | Land      | Punten |
| 1.     | Gervasio Deferr   | Spanje    | 9737   |
| 2.     | Evgeni Sapronenko | Letland   | 9706   |
| 3.     | Marian Dragulescu | Roemenië  | 9612   |
| 4.     | Kyle Shewfelt     | Canada    | 9599   |
| 5.     | Filip Yanev       | Bulgarije | 9581   |
| 6.     | Robert Gal        | Hongarije | 9537   |
| 7.     | Li Xiaopeng       | China     | 9368   |
| 8.     | Alexej Bondarenko | Rusland   | 4550   |

#### Landenteams
| Goud  | Zilver           | Brons    |
| ----- | ---------------- | -------- |
| Japan | Verenigde Staten | Roemenië |

Einduitslag:
1. Japan: 173,821
2. Verenigde Staten: 172,933
3. Roemenië: 172,384
4. Zuid-Korea: 171,847
5. China: 171,847
6. Rusland: 169,808
7. Oekraïne: 168,244
8. Duitsland: 167,372

### Vrouwen

#### Individuele meerkamp
| Goud                 | Zilver                 | Brons          |
| -------------------- | ---------------------- | -------------- |
| Carly Patterson, USA | Svetlana Chorkina, RUS | Nan Zhang, CHN |

Einduitslag:
1. Carly Patterson (USA): 38,387
2. Svetlana Chorkina (RUS): 38,211
3. Nan Zhang (CHN): 38,049
4. Anna Pavlova (RUS): 38,024
5. Nicoleta Daniela Șofronie (ROM): 37,948
6. Irina Jarotska (UKR): 37,687
7. Marine Debauve (FRA): 37,361
8. Elena Gómez (ESP): 37,299
9. Courtney Kupets (USA): 37,112
10. Allana Slater (AUS): 37,099
11. Alina Kozitsj (UKR): 37,049
12. Daniele Hypolita (BRA): 36,961
13. Tiantian Wang (CHN): 36,799
14. Emilie Lepennec (FRA): 36,636
15. Stefani Bismpikou (GRE): 36,499
16. Camila Comin (BRA): 36,074
17. Kwang Sun Pyon (PRK): 35,862
18. Kate Richardson (CAN): 35,786
19. Elizabeth Tweddle (GBR): 35,761
20. Stephanie Moorhouse (AUS): 35,723
21. Katy Lennon (GBR): 35,374
22. Leyanet González Carero (CUB): 35,299
23. Aagje Vanwalleghem (BEL): 34,862
24. Melanie Banville (CAN): 34,474

#### Balk
| Goud                     | Zilver                            | Brons                      |
| ------------------------ | --------------------------------- | -------------------------- |
| Cătălina Ponor, Roemenië | Carly Patterson, Verenigde Staten | Alexandra Eremia, Roemenië |

| Plaats | Naam             | Land             | Punten |
| 1.     | Catalina Ponor   | Roemenië         | 9787   |
| 2.     | Carly Patterson  | Verenigde Staten | 9775   |
| 3.     | Alexandra Eremia | Roemenië         | 9700   |
| 4.     | Anna Pavlova     | Rusland          | 9587   |
| 5.     | Courtney Kupets  | Verenigde Staten | 9375   |
| 6.     | Nan Zhang        | China            | 9237   |
| 7.     | Ya Li            | China            | 9050   |
| 8.     | Allana Slater    | Australië        | 8750   |

#### Vloer
| Goud                     | Zilver                              | Brons                   |
| ------------------------ | ----------------------------------- | ----------------------- |
| Cătălina Ponor, Roemenië | Nicoleta Daniela Șofronie, Roemenië | Patricia Moreno, Spanje |

| Plaats | Naam                      | Land             | Punten |
| 1.     | Catalina Ponor            | Roemenië         | 9750   |
| 2.     | Nicoleta Daniela Șofronie | Roemenië         | 9562   |
| 3.     | Patricia Moreno           | Spanje           | 9487   |
| 4.     | Cheng Fei                 | China            | 9412   |
| 5.     | Daiane dos Santos         | Brazilië         | 9375   |
| 6.     | Mohini Bhardwaj           | Verenigde Staten | 9312   |
| 7.     | Kata Richardson           | Canada           | 9312   |
| 8.     | Alina Kozitsj             | Oekraïne         | 8500   |

#### Brug
| Goud                        | Zilver                           | Brons                             |
| --------------------------- | -------------------------------- | --------------------------------- |
| Émilie Le Pennec, Frankrijk | Terin Humphrey, Verenigde Staten | Courtney Kupets, Verenigde Staten |

| Plaats | Naam                      | Land             | Punten |
| 1.     | Émilie Le Pennec          | Frankrijk        | 9687   |
| 2.     | Terin Humphrey            | Verenigde Staten | 9662   |
| 3.     | Courtney Kupets           | Verenigde Staten | 9637   |
| 4.     | Kwang Sun Pyon            | Noord-Korea      | 9600   |
| 5.     | Ya Li                     | China            | 9562   |
| 6.     | Nicoleta Daniela Șofronie | Roemenië         | 9462   |
| 7.     | Lin Li                    | China            | 9200   |
| 8.     | Svetlana Chorkina         | Rusland          | 8925   |

#### Sprong
| Goud                  | Zilver                        | Brons                 |
| --------------------- | ----------------------------- | --------------------- |
| Monica Roșu, Roemenië | Annia Hatch, Verenigde Staten | Anna Pavlova, Rusland |

| Plaats | Naam                   | Land             | Punten |
| 1.     | Monica Roșu            | Roemenië         | 9656   |
| 2.     | Annia Hatch            | Verenigde Staten | 9481   |
| 3.     | Anna Pavlova           | Rusland          | 9475   |
| 4.     | Jelena Zamolodtsjikova | Rusland          | 9412   |
| 5.     | Yun Mi Kang            | Noord-Korea      | 9381   |
| 6.     | Alona Kvasja           | Oekraïne         | 9343   |
| 7.     | Tiantian Wang          | China            | 9081   |
| 8.     | Coralie Chacon         | Frankrijk        | 4456   |

#### team
| rang   | sporter(s)                                                                                                  | land | punten  |
| ------ | --- | ---- | ------- |
| Goud   | Oana Ban Alexandra Eremia Cătălina Ponor Monica Roșu Nicoleta Daniela Șofronie Silvia Stroescu              | ROU  | 114.283 |
| Zilver | Mohini Bhardwaj Annia Hatch Terin Humphrey Courtney McCool Carly Patterson                                  | USA  | 113.584 |
| Brons  | Liudmila Ezhova Svetlana Chorkina Maria Krioutchkova Anna Pavlova Jelena Zamolodtsjikova Natalia Ziganchina | RUS  | 113.235 |
| 4      | Mirabella Akhunu Alina Kozich Iryna Krasnianska Alona Kvasja Olha Sjerbatych Irina Jarotska                 | UKR  | 112.309 |
| 5      | Laura Campos Tania Gener Elena Gomez Monica Mesalles Patricia Moreno Sara Moro                              | ESP  | 111.572 |
| 6      | Coralie Chacon Soraya Chaouch Marine Debauve Emilie Lepennec Camille Schmutz Isabelle Severino              | FRA  | 110.159 |
| 7      | Cheng Fei Fan Ye Li Ya Lin Li Wang Tiantian Zhang Nan                                                       | CHN  | 110.008 |
| 8      | Karen Nguyen Stephanie Moorhouse Melissa Munro Monette Russo Lisa Skinner Allana Slater                     | AUS  | 108.847 |

## Ritmische Sportgymnastiek

### Individuele meerkamp
| Goud   | Alina Kabajeva (Rusland)     |
| Zilver | Irina Tsjasjtsjina (Rusland) |
| Brons  | Anna Bezsonova (Oekraïne)    |

### Landenteams
| Goud | Zilver | Brons |
| --- | --- | --- |
| Rusland met Olesja Beloegina Olga Glatskich Tatjana Koerbakova Natalja Lavrova Jelena Moerzina Jelena Posevina | Italië met Elisa Blanchi Fabrizia D'Ottavio Marinella Falca Daniela Masseroni Elisa Santoni Laura Vernizzi | Bulgarije met Zhaneta Ilieva Eleonora Kezhova Zornitsa Marinova Kristina Ranguelova Galina Tancheva Vladislava Tancheva |

## Trampolinespringen

### Heren
| Goud   | Joeri Nikitin (Oekraïne)       | 41.50 |
| Zilver | Aleksandr Moskalenko (Rusland) | 41.20 |
| Brons  | Henrik Stehlik (Duitsland)     | 40.80 |

### Dames
| Goud   | Anna Dogonadze (Duitsland)    | 39.60 |
| Zilver | Karen Cockburn (Canada)       | 39.20 |
| Brons  | Huang Shanshan (China)        | 39.00 |
| 4.     | Natalia Chernova (Rusland)    | 38.60 |
| 5.     | Olena Movtsjan (Oekraïne)     | 37.60 |
| 6.     | Heather Ross-McManus (Canada) | 37.40 |
| 7.     | Haruka Hirota (Japan)         | 37.20 |
| 8.     | Andrea Lenders (Nederland)    | 24.30 |

## Medaillespiegel
| rang   | land             | goud | zilver | brons | totaal |
| ------ | ---------------- | ---- | ------ | ----- | ------ |
| 1      | Roemenië         | 4    | 3      | 3     | 10     |
| 2      | Verenigde Staten | 2    | 6      | 1     | 9      |
| 3      | Rusland          | 2    | 3      | 2     | 7      |
| 4      | Oekraïne         | 2    | 0      | 1     | 3      |
| 5      | Japan            | 1    | 1      | 2     | 4      |
| 6      | Italië           | 1    | 1      | 1     | 3      |
| 7      | Canada           | 1    | 1      | 0     | 2      |
| 8      | China            | 1    | 0      | 3     | 4      |
| 9      | Duitsland        | 1    | 0      | 1     | 2      |
| 9      | Spanje           | 1    | 0      | 1     | 2      |
| 11     | Frankrijk        | 1    | 0      | 0     | 1      |
| 11     | Griekenland      | 1    | 0      | 0     | 1      |
| 13     | Bulgarije        | 0    | 1      | 2     | 3      |
| 14     | Zuid-Korea       | 0    | 1      | 1     | 2      |
| 15     | Letland          | 0    | 1      | 0     | 1      |
| totaal | totaal           | 18   | 18     | 18    | 54     |

Athene 1896 · 
Parijs 1900 · 
St. Louis 1904 · 
Londen 1908 · 
Stockholm 1912 · 
Antwerpen 1920 · 
Parijs 1924 · 
Amsterdam 1928 · 
Los Angeles 1932 · 
Berlijn 1936 · 
Londen 1948 · 
Helsinki 1952 · 
Melbourne 1956 · 
Rome 1960 · 
Tokio 1964 · 
Mexico-stad 1968 · 
München 1972 · 
Montréal 1976 · 
Moskou 1980 · 
Los Angeles 1984 · 
Seoel 1988 · 
Barcelona 1992 · 
Atlanta 1996 · 
Sydney 2000 · 
Athene 2004 · 
Peking 2008 · 
Londen 2012 · 
Rio de Janeiro 2016 ·
Tokio 2020 ·
Parijs 2024 ·
Los Angeles 2028
Medaillewinnaars: Ritmische gymnastiek · Trampolinespringen · Turnen
Atletiek · Badminton · Basketbal · Boksen · Boogschieten · Gewichtheffen · Gymnastiek · Handbal · Hockey · Honkbal · Judo · Kanovaren · Moderne vijfkamp · Paardensport · Roeien · Schermen · Schietsport · Schoonspringen · Softbal · Synchroonzwemmen · Taekwondo · Tafeltennis · Tennis · Triatlon · Voetbal · Volleybal · Waterpolo · Wielersport · Worstelen · Zeilen · Zwemmen